# Bernice Eddy

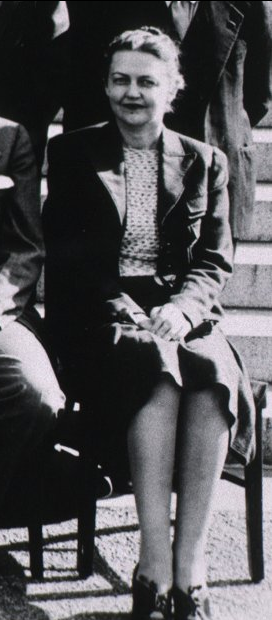
Bernice Eddy, 1938

Bernice E. Eddy Wooley (* 30. September 1903 in Glen Dale, West Virginia; † 24. Mai 1989 in  Montgomery County, Maryland) war eine US-amerikanische Bakteriologin und Epidemiologin. Sie spielte eine Schlüsselrolle beim Testen des inaktivierten Poliovirus-Impfstoffs auf Sicherheit und entdeckte zusammen mit Sarah E. Stewart das Polyomavirus. Als eines der früh bekannten krebserregenden Viren wurde es später zu ihren Ehren als SE (Stewart-Eddy) Polyoma Virus bezeichnet. Ihre Forschung führte zu gründlicheren Tests für sichere Polio-Impfstoffe und gab einen wichtigen Anstoß für die weitere Erforschung von Krebsviren.

## Leben und Werk
Eddy war das älteste von vier Kindern von dem Mediziner Nathan E. Eddy und Clara C. Eddy. 1924 erwarb sie einen Bachelor-Abschluss in Bakteriologie am Marietta College und promovierte 1927 in Medizin an der University of Cincinnati. 1929 erhielt sie ein Lehrstipendium für Bakteriologie. Sie war mit Jerald Wooley verheiratet.

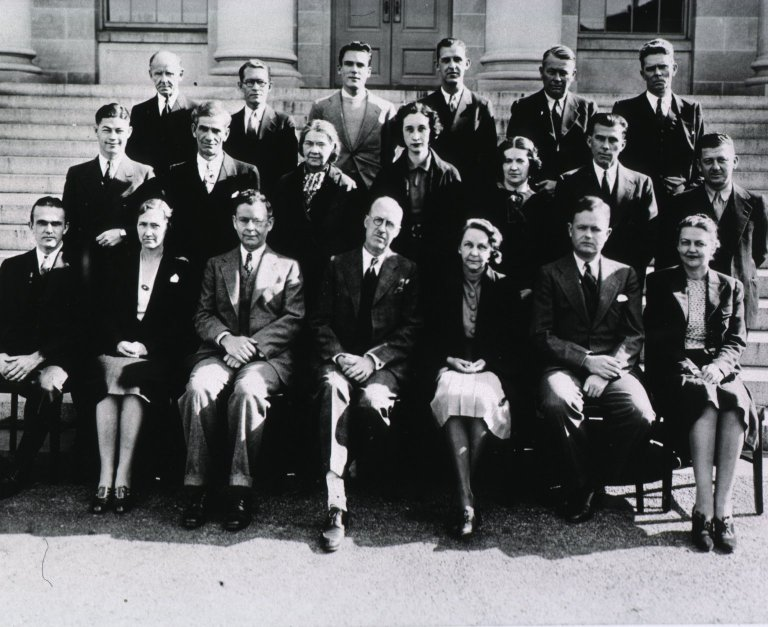
NIH-Division-of-Biologics-Control : Marguerite Lyons, Karl Habel, W.T. Harrison, William G. Workman, V.J. Dorset, Edward Garlock, Russell P. Miller, “Hut” Hudson, L.J. Bender, Robert Forkish, Gilbert E. Beard, Sadie A. Carlin, Aneas P. Collins, Sara Branham Matthews, Bernice Eddy, Sarah E. Stewart, Thomas F. Probey, Glen Hefner, Margaret Pittman, Ben T. Sockrider.

### Cutter-Vorfall
1937 begann sie in den National Institutes of Health (NIH) Biologics Control Laboratories in Bethesda (Maryland) zu forschen. 1954 testete das NIH die ersten kommerziellen Polio-Impfstoffe, und ihre Aufgabe bestand darin, die Impfstoffe von fünf verschiedenen Unternehmen zu testen. Beim Testen der Impfstoffe an 18 Affen stellten sie und ihr Team fest, dass der von Cutter Laboratories hergestellte inaktivierte Impfstoff restliches lebendes Poliovirus enthielt, was dazu führte, dass die Affen polioähnliche Symptome und Lähmungen zeigten. Sie berichtete ihre Ergebnisse an William Workman, Leiter des Labors für biologische Kontrolle, aber ihre Ergebnisse wurden nicht an den beratenden Ausschuss für die Zulassung von Impfstoffen weitergegeben. Der damalige NIH-Direktor William H. Sebrell Jr. wurde zwar benachrichtigt, ignorierte aber ihre Ergebnisse und lizenzierte den Cutter-Impfstoff zusammen mit den anderen Impfstoffen. Sie wurde wegen Whistleblowing über das Vorhandensein von Lebendviren in Jonas Salks inaktiviertem Polio-Impfstoff beurlaubt.
Im April 1955 erhielten mehr als 200 000 Kinder in fünf westlichen und mittelwestlichen US-Bundesstaaten den Polio-Impfstoff, bei dem sich der Prozess der Inaktivierung des Lebendvirus als fehlerhaft erwies. Innerhalb weniger Tage gab es Berichte über Lähmungen und innerhalb eines Monats musste das erste Massenimpfprogramm gegen Polio abgebrochen werden. Nachfolgende Untersuchungen ergaben, dass der Impfstoff, der vom kalifornischen Familienunternehmen Cutter Laboratories hergestellt wurde, 40 000 Fälle von Polio verursacht hatte, 200 Kinder unterschiedliche Grade an Lähmung erlitten und 10 starben. Sebrell trat am 15. Juli 1955 von seinem Amt als Direktor des NHI zurück. James A. Shannon, dem stellvertretenden Direktor des NIH und Leiter der Forschung, gelang es, die verbliebenen Impfstoffe zurückzurufen.
Der Cutter-Vorfall führte dazu, dass Salks mit Formaldehyd behandelter Impfstoff von Albert Sabins durch in ihrer Virulenz abgeschwächten Viren ersetzt wurde. Obwohl Sabins Impfstoff den Vorteil hatte, oral verabreicht zu werden und eine breitere Kontaktimmunität förderte, konnte er auch durch die Passage durch den Darm wieder aktiviert werden, was gelegentlich in den 1980er- und 1990er-Jahren zu Polio führte, als ein modifizierter Salk-Impfstoff wieder eingeführt wurde. Der Cutter-Vorfall führte zudem zu einer wirksamen bundesstaatlichen Regulierung von Impfstoffen, ferner bewirkte das Gerichtsurteil, dass Cutter verpflichtet war, Entschädigungen an diejenigen zu zahlen, die durch seinen Polio-Impfstoff geschädigt wurden. Infolgedessen gehörten Impfstoffe zu den ersten Medizinprodukten, die durch Gerichtsverfahren fast eliminiert wurden: 1986 wurde das National Vaccine Injury Compensation Program eingeführt, um die Impfstoffhersteller vor Rechtsstreitigkeiten in einem Ausmaß zu schützen, die die weitere Produktion von Impfstoffen bedrohten. Dennoch haben sich viele Unternehmen aus diesem Bereich mit geringem Gewinn und hohem Risiko zurückgezogen.

### Polyomavirus
1956 arbeitete Eddy mit der Bakteriologin Sarah E. Stewart bei der Vervielfältigung eines Wirkstoffes, der erst 1959 in ihren Veröffentlichungen als Virus bezeichnet wurde. Sie zeigten, dass das Virus 20 Arten von Mäusetumoren produzierte und bei anderen kleinen Säugetieren Tumoren verursachen konnte. Auf Eddys Vorschlag hin wurde das Virus als Polyom bezeichnet, was viele Tumoren bedeutet, und sie nannten es das SE(Stewart-Eddy)-Polyomavirus.

### SV40-Virus
Ein Durchbruch gegen Poliomyelitis war in den frühen 1950er Jahren erzielt worden, als Salk entdeckte, dass Affennieren für die Kultivierung von Polio-Viren für die Massenproduktion eines Impfstoffs nutzbar waren.
1960 entdeckte Eddy, dass sie Tumoren initiierte, wenn sie Hamstern die Nierenmischung injizierte, auf der der Impfstoff kultiviert wurde. Ihre Vorgesetzten versuchten, die Entdeckung nicht zu veröffentlichen. Eddy präsentierte aber ihre Daten auf einer Krebskonferenz in New York, weshalb sie degradiert wurde und ihr Labor verlor. Etwa zur gleichen Zeit präsentierte der bei Merck & Co forschende Maurice R. Hilleman die gleichen Ergebnisse auf einer Konferenz in Kopenhagen öffentlich. Das krebserregende Virus wurde bald von anderen Wissenschaftlern isoliert und von Hilleman als SV40 bezeichnet, da es das vierzigste entdeckte Affenvirus war. Forscher stellten fest, dass fast jede Dosis des Impfstoffs kontaminiert war. 1961 stellten sowohl Eddy als auch Hilleman fest, dass das Inokulieren von SV40-Virus in Hamstern Tumoren bei den Tieren verursachte. 1961 ordneten die Gesundheitsbehörden des Bundes den Impfstoffherstellern an, nach dem Virus zu suchen und es aus dem Impfstoff zu entfernen. Die Gesundheitsbehörden hielten diese Entdeckung von SV40 unter Verschluss. Für zwei weitere Jahre waren Millionen weiterer Menschen daher unnötig exponiert, von 1955 bis 1963 waren es insgesamt 98 Millionen Amerikaner. Nach einer Reihe schneller Studien entschieden die Gesundheitsbehörden jedoch, dass das Virus beim Menschen keinen Krebs verursachte.
Da der Sabin-Impfstoff lebendes, abgeschwächtes Poliovirus enthielt, während der Salk-Impfstoff formaldehyd-inaktiviertes Poliovirus enthielt, wurde zunächst angenommen, dass alle Probleme, die sich aus der SV40-Kontamination ergaben, auf den Sabin-Impfstoff beschränkt waren. Etwa eines von 10.000 SV40-Partikeln überlebte jedoch die Formaldehydbehandlung zur Inaktivierung des Poliovirus im Salk-Impfstoff. Daher waren frühe Chargen sowohl des Salk-Impfstoffs als auch des Sabin-Impfstoffs mit lebendem SV40 kontaminiert. Trotz der anfänglichen Annahme, dass nur der Sabin-Impfstoff eine SV40-Kontaminationsgefahr darstellte, entwickelten die Empfänger des Salk-Impfstoffs, nicht jedoch diejenigen, die den Sabin-Impfstoff erhielten, eine Antikörperantwort gegen SV40. Anscheinend wurde jedes SV40, das möglicherweise in dem oral verabreichten Sabin-Impfstoff vorhanden war, im Darmtrakt seiner Empfänger getötet.
Im Juli 1961 berichtete die New York Times einen Teil dieser Geschichte und berichtete, dass Merck seine Impfstoffe zurückzog, weil sie mit einem Affenvirus kontaminiert waren. In dem Artikel der Times wurde der Zusammenhang zu Krebs nicht erwähnt. Diesen Aspekt der Geschichte berichtete die New York Times mehr als ein Jahr später.
Joseph Smadel, Eddys unmittelbarer Vorgesetzter am NIH und selbst ein bedeutender Wissenschaftler, wies Eddys Entdeckung eines tumor-induzierenden Virus in frühen Chargen des Salk-Impfstoffs zurück, nachdem er ihre Daten überprüft hatte. Später, nachdem Eddy ihre Ergebnisse auf einer Krebskonferenz im Oktober 1960 in New York berichtet hatte, verbot Smadel ihr, erneut öffentlich über die Angelegenheit zu sprechen, ohne zuvor ihre Bemerkungen mit ihm zu klären. Smadel zeigte sich besorgt, als Hilleman ihm später ähnliche Ergebnisse meldete.
1963 begann die NIH damit, alle neuen Chargen der Polio-Impfstoffe auf SV40 zu untersuchen.

## Auszeichnungen
Eddy erhielt 1955 einen Ehrendoktor der Naturwissenschaften vom Marietta College, und das US-amerikanische Ministerium für Gesundheit, Bildung und Soziales verlieh ihr 1967 eine Medal for Superior Service.

## Veröffentlichungen (Auswahl)
- mit S. E.Stewart, M. F. Stanton und J. M. Marcotte: Induction of tumors in rats by tissue-culture preparations of SE polyoma virus. In: J Natl Cancer Inst. 1959